# Manja (stad)
Manja is een stad in Madagaskar, gelegen in de regio Menabe. 

## Geschiedenis
Tot 1 oktober 2009 lag Manja in de provincie Toliara. Deze werd echter opgeheven en vervangen door de regio Menabe. Tijdens deze wijziging werden alle autonome provincies opgeheven en vervangen door de in totaal 22 regio's van Madagaskar.

## Infrastructuur
Naast het basisonderwijs biedt de stad zowel middelbaar als hoger onderwijs aan. De stad beschikt tevens over haar eigen ziekenhuis.

## Economie
Landbouw en veeteelt bieden werkgelegenheid aan respectievelijk 80% en 17% van de beroepsbevolking. Het belangrijkste gewas in Manja is rijst, terwijl andere belangrijke producten bonen, uienen en cassave betreffen. In de industriële en dienstensector werkt respectievelijk 0,5% en 2,5% van de bevolking.